# Communauté de communes Conques-Marcillac
Pour les articles homonymes, voir Marcillac.
La Communauté de communes Conques-Marcillac est une communauté de communes française, située dans le département de l'Aveyron.

## Historique
Elle est créée le 27 décembre 1996.
Le 1er janvier 2016, les communes de Conques, Grand-Vabre, Noailhac et Saint-Cyprien-sur-Dourdou fusionnent pour constituer Conques-en-Rouergue.
Le 1er janvier 2017, Balsac se retire de la communauté de communes en fusionnant avec Druelle pour constituer la commune nouvelle de Druelle Balsac, au sein de Rodez Agglomération.

## Territoire communautaire

### Composition
La communauté de communes est composée des 12 communes suivantes :

| Nom                      | Code Insee | Gentilé              | Superficie (km2) | Population (dernière pop. légale) | Densité (hab./km2) |
| ------------------------ | ---------- | -------------------- | ---------------- | --------------------------------- | ------------------ |
| Marcillac-Vallon (siège) | 12138      | Marcillacois         | 14,59            | 1 714 (2022)                      | 117                |
| Clairvaux-d'Aveyron      | 12066      | Clairvallois         | 25,14            | 1 154 (2022)                      | 46                 |
| Conques-en-Rouergue      | 12218      |                      | 106,23           | 1 555 (2022)                      | 15                 |
| Mouret                   | 12161      | Mouretiens           | 31,61            | 558 (2022)                        | 18                 |
| Muret-le-Château         | 12165      | Muretiens            | 14,98            | 365 (2022)                        | 24                 |
| Nauviale                 | 12171      | Nauvialois           | 26,19            | 591 (2022)                        | 23                 |
| Pruines                  | 12193      | Prunols              | 18,88            | 287 (2022)                        | 15                 |
| Saint-Christophe-Vallon  | 12215      | Saint-Christophorois | 23,22            | 1 181 (2022)                      | 51                 |
| Saint-Félix-de-Lunel     | 12221      | Saint-Félixiens      | 18,98            | 384 (2022)                        | 20                 |
| Salles-la-Source         | 12254      | Salles-Sourçois      | 78,03            | 2 313 (2022)                      | 30                 |
| Sénergues                | 12268      | Sénerguais           | 44,9             | 424 (2022)                        | 9,4                |
| Valady                   | 12288      | Valadinois           | 15,51            | 1 617 (2022)                      | 104                |

### Démographie
| 1968   | 1975   | 1982   | 1990   | 1999   | 2010   | 2015   | 2021   |
| ------ | ------ | ------ | ------ | ------ | ------ | ------ | ------ |
| 10 327 | 10 101 | 10 382 | 10 183 | 10 578 | 11 859 | 11 824 | 12 114 |

## Administration

### Siège
Le siège de l'intercommunalité se trouve à la Maison du Territoire, au 28, avenue Gustave Bessières, à Marcillac-Vallon.

### Les élus
Le conseil communautaire de la communauté de communes se compose de 32 conseillers, représentant chacune des communes membres et élus pour une durée de six ans.
Ils sont répartis comme suit :
| Nombre de conseillers | Communes                                        |
| --------------------- | ----------------------------------------------- |
| 5                     | Salles-la-Source                                |
| 4                     | Conques-en-Rouergue, Marcillac-Vallon, Valady   |
| 3                     | Clairvaux-d'Aveyron, Saint-Christophe-Vallon    |
| 2                     | Mouret, Nauviale, Sénergues                     |
| 1 (+1 suppléant)      | Muret-le-Château, Pruines, Saint-Félix-de-Lunel |

### Présidence
| Période                                  | Période                    | Identité           | Étiquette | Qualité                      |
| ---------------------------------------- | -------------------------- | ------------------ | --------- | ---------------------------- |
| Les données manquantes sont à compléter. |                            |                    |           |                              |
| 2001                                     | 2008                       | Jean Claude Jupin  | DVG       | Maire de Pruines             |
| 2008                                     | 2014                       | Jacques Hourdequin |           | Maire de Muret-le-Château    |
| 2014                                     | En cours (au 15 juin 2020) | Jean-Marie Lacombe | DVD       | Maire de Clairvaux-d'Aveyron |

### Régime fiscal et budget
Le régime fiscal de la communauté de communes est la fiscalité professionnelle unique (FPU).